# Message Quest
Message Quest — инди-видеоигра, разработанная вновь созданной компанией Royal Troupe и выпущенная в продажу на платформе Steam 22 октября 2015 года.
Игра доступна на компьютерах с операционными системами Windows, Linux и OS X. Демоверсия также доступна прямо в браузере. Весной 2016 года планируется выход игры на мобильных устройствах.

## Игровой процесс
Жанрово это двухмерная графическая приключенческая игра с point-and-click-механикой и головоломками. Битвы с боссами выполнены в стиле JRPG. Сами разработчики называют свой проект интерактивной сказкой. Геймплей стандартно для жанра состоит из исследования локаций, решения головоломок и диалогов. В диалогах игрок зачастую может выбирать ответы за обоих персонажей, а не только за протагониста, как это обычно бывает в видеоиграх. (Похожий приём был ранее использован в инди-видеоигре Kentucky Route Zero.)

## Сюжет
Разработчики хотели создать историю, которая будет достаточно простой и интересной для детей, но одновременно достаточно глубокой, чтобы заинтересовать и взрослых. Сказка во многом схожа с «Хоббитом» Джона Толкина. Она закладывает основы сеттинга, целой новой игровой вселенной, которая может быть использована в других произведениях в будущем. А главный герой, Фесте, во много напоминает Бильбо. По словам Марии Кравцовой, это типичный «сопротивляющийся» герой, который отказывается от «зова». Лень — его преобладающая черта, но есть и другая, более важная — доброта, способность сопереживать. А ещё он довольно циничен.
Последнему и самому ленивому члену Гильдии вестников выпадает доставить послание Герою, чтобы спасти мир Аваранжа. Но Фесте всё безразлично, он вовсе не желает куда-то идти или что-то делать и хочет, чтобы его оставили в покое и дали поспать в кладовой. Ноа, глава гильдии, всё же выставляет парня за ворота с посланием. В поисках Героя юному вестнику выпадет посетить Поляну скрипачей и заколдованный трактир, из которого нет выхода, побороть собственную лень и сильно измениться, познакомиться с певицей Мадлен и Королём бардов, вспомнить собственное прошлое и спасти будущее мира.

## Разработка

### Создание
У нас нет цели заработать кучу денег, мы понимает, что это совсем иной подход и стиль жизни/разработки. У нас есть цель - делать хорошие игры от души, нишевые, такие как нравится нам самим, за которые нам будет не стыдно, которые принесут в мир что-то новое.
Идея Message Quest появилась летом 2013 года. Разработка игры заняла около двух лет. В продаже проект появился через двадцать месяцев после анонса.
Произведением, которое вдохновило Марию Кравцову на создание собственной видеоигры, был Hamlet or the Last Game without MMORPG Features, Shaders and Product Placement. Ей понравилась идея органического объединения головоломок с сюжетом, когда они не выглядят чужеродным элементом в основной истории. Игровая вселенная была придумана Марией намного раньше, как определённая «платформа» для будущих произведений. Но первой воплощённой в этой вселенной историей стала видеоигра Message Quest.
В феврале 2014 года, во время творческого кризиса, Мария решила принять участие в GamesJamKanobu, где была также в составе жюри. Участвовать в конкурсе ей разрешили при условии, что разработка не будет претендовать на призовые места. Тогда и была сформирована первая команда и произошло первое (хотя бы минимальное) воплощение идей.
Полноценная разработка началась только в декабре 2014 года, когда к команде присоединился программист Виктор Смирнов, а Мария уволилась с основной работы. Поначалу игра выглядела как нарисованный вручную анимационный фильм, но позже команда решила превратить всё изображение в сплошной оживший витраж. Идея использования витражей как арт-стиля появилась ещё в начале разработки в 2014 году (тогда Алёна Медовникова создала для игры оформление основного меню в виде витража), но была отброшена. Через год к ней возвратились, попробовали создать анимацию в данном стиле, и в итоге было принято решение использовать такое графическое оформление как основное.
Сценарий игры переписывался в общем счёте около десяти раз. Как и в случае с графической составляющей, однажды в процессе разработки было даже принято решение отказаться от предыдущих наработок и переписать сюжетную линию заново. Команде также пришлось обращаться за помощью к более опытным сценаристам. Когда написанные отдельно тексты были перенесены со сценарного документа в игру, Марии Кравцовой они показались претенциозными, пафосными, утрироваными, неуместными, плоскими и шаблонными. Поэтому в дальнейшем она писала текст сразу в редакторе Unity, постоянно проверяя, как всё будет выглядеть собственно в игре
Бюджет составил около $10 000 (700 000 RUB). Наибольшую часть этой суммы составили затраты на визуальную составляющую. На втором месте — затраты на локализацию. Всё финансирование происходило исключительно на деньги команды разработчиков, много чего было сделано в долг. По мнению авторов, чтобы проект окупился, нужно продать 12 тысяч копий.
Первый прототип игры Мария Кравцова создала сама с помощью RPG Maker. Разработка релизной версии велась командой в инструментарии Unity. Анимация была сделана в Adobe Flash и портирована в Unity при помощи GAF Media.
Персонажи игры разговаривают на лоджспике — языке, выдуманном студией Ice-Pick Lodge для главного героя игры «Тук-тук-тук». Глава студи, Николай Дыбовський, разрешил использовать этот язык при создании Message Quest.
Всего в озвучивании игры принимали участие две девушки и парень. То есть все мужские голоса в игре были исполнены одним актёром. Кроме голоса главного героя, которого озвучила девушка. Запись актёров происходила на студии Александра Ахуры. Музыку к игре написали Александр Тулупов и Ирина «Ресса Шварцвальд» Никитина. Звуки — Артём Самойленко и Александр Ахура.
Ведущим разработчиком и идеологом игры была Мария Кравцова, только она занималась проектом как основой работой. Другие члены команды совмещали участие в данном проекте с другой работой, все они работали удалённо. В команде были задействованы люди из России, Украины и Беларуси. Программированием игры занимался Виктор Смирнов. Анимацией — Юлия Самородова. Художник проекта — Алёна Медовникова. В разработке также принимал участие муж Марии, Ярослав Кравцов, который среди прочего занимался разработкой боёв с боссами и геймдизайном в целом.
Название новосозданной компании-разработчика, Royal Troupe, было взято собственно из игры, в честь труппы Короля Бардов.

### Музыкальное сопровождение
20 ноября 2015 года в продаже на iTunes и Amazon, а также на Spotify появился альбом Message Quest Soundtrack в который вошли использованные в игре музыкальные композиции Александра Тулупова и Ирины «Рессы Шварцвальд» Никитиной. 7 декабря того же года альбом стал доступен бесплатно для всех приобрёвших игру в Steam, но пятая и шестая композиции в этой версии были сокращены вдвое.
| №                   | Название            | Музыка                            | Длительность |
| ------------------- | ------------------- | --------------------------------- | ------------ |
| 1.                  | «Main Theme»        | Александр Тулупов                 | 2:07         |
| 2.                  | «Dreaming»          | Александр Тулупов                 | 1:07         |
| 3.                  | «Interworld Road»   | Ирина «Ресса Шварцвальд» Никитина | 2:04         |
| 4.                  | «Crossworld Inn»    | Александр Тулупов                 | 3:38         |
| 5.                  | «Battle»            | Ирина «Ресса Шварцвальд» Никитина | 2:11         |
| 6.                  | «Crisis»            | Ирина «Ресса Шварцвальд» Никитина | 1:59         |
| 7.                  | «Rift»              | Ирина «Ресса Шварцвальд» Никитина | 1:23         |
| 8.                  | «Madlen's Song»     | Ирина «Ресса Шварцвальд» Никитина | 0:56         |
| Общая длительность: | Общая длительность: | Общая длительность:               | 15:25        |

### Влияние
По словам самих разработчиков, сказка выполнена в лучших традициях «Хоббита» Джона Толкина та «Хроник Нарнии» Клайва Льюиса. Источниками вдохновения для собственно истории и атмосферы были анимационные фильмы студий Topcraft («Полёт драконов», «Последний единорог», «Хоббит») и Ghibli.
Некоторые элементы были взяты из сказки Пьера Грипари фр. «Histoire du Prince Pipo, de Pipo le cheval et de la Princesse Popi», а также из комикса Нила Геймена «The Sandman».
Многие эпизоды придуманы под влиянием песен Blackmore's Night. В текстах диалогов есть много цитирований художественных произведений, например из Илиады или творчества братьев Стругацких.
Главный герой назван в честь Фесте — шута из комедии Уильяма Шекспира «Двенадцатая ночь».

### Продажи
Игра с самого начала разрабатывалась для планшетных компьютеров на базе операционных систем Android и iOS. Однако оказалось, что инди-разработчикам намного проще выйти на Steam с версией для персональных компьютеров. В сентябре 2015 года проект был практически готов, но не было промовидео, на создание которого пришлось потратить ещё несколько недель. Наконец 24 сентября началась кампания игры на Steam Greenlight. Игра получила одобрение за 8 дней, набрав в общем счёте 2140 голосов (1145 «за» и 925 «против»).
22 октября стартовали продажи игры на платформе Steam. За первые десять дней было продано больше тысячи копий. Ещё около трёх тысяч было продано через бандлы ещё до официального появления продукта в магазине Steam. Процент возвратов был незначительным и составил 1,7 %.
Оригинальный язык произведения русский. Также разработчики заказали профессиональные переводы на английский, французский, немецкий и испанский. На стадии Greenlight’а за символическую плату игра была переведена также на нидерландский, а почти сразу после выхода в Steam она получила фанатский перевод на польский. 5 декабря был добавлен также фанатский перевод на украинский язык.

## Оценки и отзывы
| Иноязычные издания | Иноязычные издания |
| Издание            | Оценка             |
| ------------------ | ------------------ |
| Adventure Gamers   | 3,5/5              |
| IGN Russia         | 8/10               |
| iGuides            | 4,3/5              |
| ProGamer           | 70/100             |

Игра получила преимущественно положительные отзывы журналистов и покупателей. Одной из наиболее примечательных составляющих стал графический стиль.
Насчёт уровня сложности все рецензенты сошлись на мысли, что игра достаточно простая и все её элементы (даже головоломки) призваны в первую очередь развлекать. Так обозреватель сайта ProGamer писал: «слово „Quest“ в названии как раз из части „для ленивых“ — это ни в коем разе не квест со всеми полагающимися атрибутами типа инвентаря и витиеватых загадок. Каждая сцена проходится буквально в пару кликов и дает челлендж уровня планшетных адвенчур».
Сергей Мангасаров с сайта SpiderMedia.ru отметил, что цель игры — не заставить вас испытать ваш разум, а развеселить и принести радость. Среди недостатков им было указано не всегда удобное управление мышкой. В целом же игра показалась рецензенту иронической сказкой в духе творчества Терри Пратчетта.
Иван Осенков из издательства IGN Russia сказал, что игра (как и её главный герой) привлекает своей наивностью и простодушностью. Он также похвали разработчиков за минимизацию пиксель-хантинга благодаря грамотному визуальному дизайну и возможности в любой момент «подсветить» активные участки.
Константин Говорун согласился, что в целом игра действительно похожа на сказку, но добавил, что «в этой детской сказке есть хитринка, которая цепляет и взрослых тоже. Такой простой русско-советский юмор с цитатами из отечественных фэнтези и фантастики, немного программистского юмора (а-ля перезапуск King's Bounty), и всё это хорошим, живым языком».
Среди плюсов рецензенты также отмечали низкую цену игры (на старте продаж она стоила $2,99, €2,99 и 99 RUB в зависимости от региона). Но отмечалось также, что игра довольно короткая: в общем счёте не более полутора-двух часов игрового времени.

### Награды
- Игра заняла 3 место в номинации «Игра» на GamesJamKanobu.
- Игра заняла 2 место на GamesJamUnity.
- Игра была номинирована на Media Choice Award на DevGAMM Moscow 2015.
- Игра была номинирована на Excellence in Audio на DevGAMM Hamburg 2015[3].